# On Your Radar
On Your Radar (рус. «На прицеле») — четвёртый релиз и третий студийный альбом британско-ирландской девичьей поп-группы The Saturdays, вышедший в 2011 году.

## Синглы
- «Notorious» (с англ. — «Та самая»), релиз 22.05.2011, первый сингл с альбома, занявший 8 строчку британского чарта. Девушки описали новую пластинку как "более взрослую", по сравнению с предыдущими работами[1]. Видеоклип иллюстрирует превращение солисток «в плохих девчонок», о которых поется в песне — в первой половине ролика солистки в образах секретарш работают в офисе, но после рабочего дня все вместе отправляются на танцпол, переодевшись в лифте из строгих костюмов в яркие модные наряды.
- «All Fired Up» (с англ. — «Все в отрыв»), релиз 04.09.2011, второй сингл, спродюсированный студией Xenomania, известной своим сотрудничеством с Girls Aloud. В чарте сингл достиг 3 строчки. По словам солисток, песня стала самой танцевальной как за все их творчество, так и на альбоме, хотя в нём представлено много различных жанров[2]. Видеоклип подчеркивает зажигательную композицию — в большей части сцен девушки танцуют в черных платьях со шлейфами в темном помещении, освещенном большими лампами. Также солистки появляются в белых нарядах и в блестящих в индивидуальных сценах.
- «My Heart Takes Over» (с англ. — «Мое сердце берет верх»), релиз 13.11.2011, третий сингл достиг лучшего результата в чарте Шотландии (8 строчка), тогда как в Британии занял лишь 15-ю, став вторым их синглом после «Work», не попавшим в топ-10. Видеоклип на эту балладу напоминает одну из предыдущих работ группы - «Issues» — за исключением того, что девушки гуляют на фоне зимних пейзажей, одетые в пальто и шапки.

## Список композиций
1. All Fired Up - 3:13

2. Notorious - 3:12

3. Faster - 3:54

4. My Heart Takes Over - 4:06

5. Get Ready, Get Set - 3:28

6. The Way You Watch Me (featuring Travie McCoy) - 3:29

7. For Myself - 3:24

8. Do What You Want With Me - 3:37

9. Promise Me - 3:22

10. Wish I Didn't Know - 3:42

11. White Lies - 4:02

12. Last Call - 3:57

### Бонусы UK
13. I Say OK - 3:47

14. Move On U - 3:24

### Бонусы предзаказа на iTunes
4.  My Heart Takes Over" (Radio Edit) - 3:44

15. On Your Radar - The Making Of The Album" (Video)
 
16. Notorious" (Music Video) - 3:12

17. All Fired Up" (Music Video) - 3:13

18. My Heart Takes Over" (Music Video) - 3:44

## Позиции вчартах
| Чарты (2008)   | Место позиция |
| -------------- | ------------- |
| Великобритания | 23            |
| Ирландия       | 43            |

## Участники записи
- Фрэнки Сэндфорд
- Уна Хили
- Рошель Вайзмен
- Ванесса Уайт
- Молли Кинг